# Mapei Stadium - Città del Tricolore
Het Mapei Stadium - Città del Tricolore is een multifunctioneel stadion in de Italiaanse stad Reggio Emilia. Het is de thuishaven van zowel AC Reggiana als US Sassuolo. Ook Carpi FC speelde tussen 2008 en 2012 zijn wedstrijden in het stadion.

## Geschiedenis
Het stadion werd geopend in 1995 en verving het Stadio Mirabello. Het kreeg de naam Città del Tricolore in 2012, voorheen heette het Stadio Giglio. Op 8 juli 2013 kreeg het de huidige naam, na een sponsordeal met de Italiaanse lijmfabrikant Mapei. Het stadion werd in december 2013 gekocht door US Sassuolo zodat zij hun thuiswedstrijden er kunnen spelen, nadat ze gepromoveerd waren naar de Serie A. Buiten voetbalwedstrijden van Reggiana en Sassuolo worden er ook rugbywedstrijden gespeeld door Pro 12-club Zebre.

## Interlands
| 1 | 15 november 1995 | Italië – Litouwen | 4 – 0 | EK 1996 kwalificatie | 22.272 |
| 2 | 5 september 2017 | Italië – Israël   | 1 – 0 | WK 2018 kwalificatie | 15.507 |
| 3 | 15 november 2020 | Italië – Polen    | 2 – 0 | UEFA Nations League  | 0      |
| 4 | 8 september 2021 | Italië – Litouwen | 5 – 0 | WK 2022 kwalificatie | 10.578 |